# Хабтурхасы
Хабтурхасы (монг. хабтурхас, хавтурхад) — одно из племён нирунской ветви монголов. Представляют собой ответвление рода борджигин.

## Этноним
В «Сокровенном сказании монголов» этноним отражён форме «хабтурхас». В «Сборнике летописей» отражён в форме «кабтарун», в «Алтан тобчи» в форме «хабтурхат» («хавтурхад»).
В английском переводе «Сборника летописей» этноним отражён в форме «qabturghas».

## Родословная

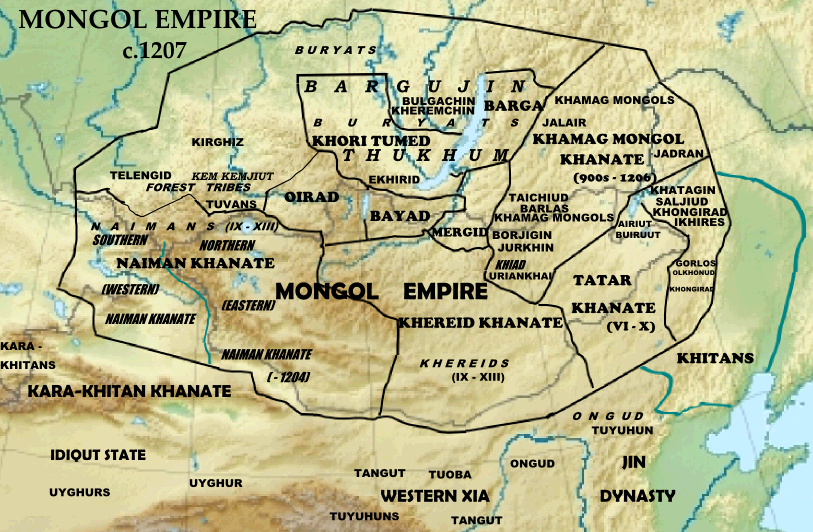
Монгольская империя в 1207 г.

Согласно «Сокровенному сказанию монголов», родословная хабтурхасов восходит к легендарному предку монголов Бортэ-Чино, который переплыл море Тенгис и поселился у берегов реки Онон, на горе Бурхан-Халдун. Под морем Тенгис, согласно ряду источников, подразумевалось озеро Байкал.
Родословная хабтурхасов выглядит следующим образом:
- Борте-Чино, родившийся по изволению Вышнего Неба. Супругой его была Гоа-Марал, потомком их был Бата-Чиган.
- Сын Бата-Чигана — Тамача.
- Сын Тамачи — Хоричар-Мерген.
- Сын Хоричар-Мергана — Аучжам-Бороул.
- Сын Аучжам-Бороула — Сали-Хачау.
- Сын Сали-Хачау — Еке-Нидун.
- Сын Еке-Нидуна — Сим-Сочи.
- Сын Сим-Сочи — Харчу.
- Сын Харчу — Борчжигидай-Мерган — был женат на Монголчжин-гоа.
- Сын Борчжигидай-Мергана — Тороголчжин-Баян — был женат на Борохчин-гоа.
- Сыновья Тороголчжина: Дува-Сохор и Добун-Мерган.
- Добун-Мерган женился на Алан-гоа, дочери Хори-Туматского Хорилартай-Мергана. Матерью Алан-гоа была Баргучжин-гоа, дочь правителя баргутов Бархудай-Мергана.
- Войдя в дом к Добун-Мергану, Алан-гоа родила двух сыновей. То были Бугунотай и Бельгунотай.
- После смерти Добун-Мергана, Алан-гоа, будучи безмужней, родила трех сыновей. То были: Бугу-Хадаги, Бухату-Салчжи и Бодончар-простак. По легенде, Алан-гоа забеременела от луча света. Согласно другой версии, их настоящим отцом был Маалих, Баяудаец.
- Бодончар стал родоначальником поколения Борчжигин.
- Потомок Бодончара, который родился от первой, старшей жены, носил имя Барин-Ширату-Хабичи.
- Сын Хабичи-Баатура был Менен-Тудун.
- У Менен-Тудуна было семеро сыновей: Хачи-Кулюк, Хачин, Хачиу, Хачула, Хачиун, Харандай и Начин-Баатур.
- Сын Хачи-Кулюка, Хайду, по матери происходил от Намолуны.
- У Хайду было три сына: Байшингор-Докшин, Чарахай-Линху и Чаочжин-Ортегай.
- От сыновей Чаочжин-Ортегая пошли племена: Оронар, Хонхотан, Арулад, Сонид, Хабтурхас, Генигес[7] и Кэит[4].

## История
Этноним хабтурхас в «Сборнике летописей» отражён в форме кабтарун. По Рашид ад-Дину, кабтаруны — племя, отделившееся от сунитов.
Согласно «Сокровенному сказанию монголов», суниты и хабтурхасы представляли собой ответвления борджигинов и свои родословные вели от сыновей Чаочжин-Ортегая.
По сведениям из «Сборника летописей», суниты имеют общее происхождение со следующими племенами: конкотан, каркас, барулас, барин-илингут, илджит, кекуман, урут, мангут, урнаут, арулат и йисут.
Монголов из племени кабтарун, служивших в Ильханате Хулагу, было мало. Известно, что некоторые слуги, которых приводили из улусов Хайду и Тохты, были представителями кабтарунов.

## Образ в литературе
Хабтурхасы упоминаются в серии романов «Тэмуджин» А. С. Гатапова.